# Синявська сільська рада (Менський район)
Синя́вська сільська́ ра́да — адміністративно-територіальна одиниця та орган місцевого самоврядування в Менському районі Чернігівської області. Адміністративний центр — село Синявка.

## Загальні відомості
Синявська сільська рада утворена у 1918 році.
- Територія ради: 54,37 км²
- Населення ради: 1 131 особа (станом на 2001 рік)

## Населені пункти
Сільській раді підпорядковані населені пункти:
- с. Синявка

## Склад ради
Рада складається з 14 депутатів та голови.
- Голова ради: Антоненко Володимир Леонідович
- Секретар ради: Рубан Зінаїда Василівна

### Керівний склад попередніх скликань
| Прізвище, ім'я, по батькові    | Основні відомості                                                         | Дата обрання | Дата звільнення |
| ------------------------------ | ------------------------------------------------------------------------- | ------------ | --------------- |
| Антоненко Володимр Леонідович  | Сільський голова, 1951 року народження, член Народної партії              | 26.03.2006   | 31.10.2010      |
| Антоненко Володимир Леонідович | Сільський голова, 1951 року народження, освіта вища, член Народної партії | 31.10.2010   |                 |

Примітка: таблиця складена за даними сайту Верховної Ради України

### Депутати
За результатами місцевих виборів 2010 року депутатами ради стали:

#### За суб'єктами висування
| Суб'єкт висування                 | Кількість обраних депутатів | %    |
| --------------------------------- | --------------------------- | ---- |
| Самовисування                     | 5                           | 35,7 |
| Партія регіонів                   | 4                           | 28,6 |
| Політична партія «Сильна Україна» | 4                           | 28,6 |
| Комуністична партія України       | 1                           | 7,1  |

#### За округами
| № округу                          | Прізвище, ім'я, по батькові      | Дата визнання обраним | Освіта             | Партійна приналежність                  | Відомості про обраного депутата                                                                              |
| --------------------------------- | -------------------------------- | --------------------- | ------------------ | --------------------------------------- | --- |
| Комуністична партія України       |                                  |                       |                    |                                         | |
| 3                                 | Самусенко Віктор Володимирович   | 03.11.2010            | вища               | позапартійний                           | ВАТ «Чернігівське хімволокно», начальник сектору обслуговування автоматизованих систем обліку електроенергії |
| Партія регіонів                   |                                  |                       |                    |                                         | |
| 4                                 | Соломаха Михайло Іванович        | 03.11.2010            | вища               | позапартійний                           | Комунальне підприємство Синявської сільської ради, директор                                                  |
| 7                                 | Антоненко Вікторія Володимирівна | 03.11.2010            | вища               | позапартійна                            | Обласне управління статистики, спеціаліст                                                                    |
| 9                                 | Ярошенко Надія Георгіївна        | 03.11.2010            | середня            | позапартійна                            | фізична особа-підприємець                                                                                    |
| 10                                | Рубан Зінаїда Василівна          | 03.11.2010            | вища               | позапартійна                            | Синявська сільська рада, секретар                                                                            |
| Політична партія «Сильна Україна» |                                  |                       |                    |                                         | |
| 1                                 | Руденко Наталія Петрівна         | 03.11.2010            | середня спеціальна | член Політичної партії «Сильна Україна» | Синявська бібліотека, завідувачка                                                                            |
| 2                                 | Маняко Анна Валеріївна           | 03.11.2010            | середня спеціальна | позапартійна                            | Синявська сільська рада, спеціаліст ІІ категорії                                                             |
| 6                                 | Доценко Ірина Василівна          | 03.11.2010            | середня спеціальна | член Політичної партії «Сильна Україна» | Синявська сільська рада, касир                                                                               |
| 8                                 | Деменко Наталія Миколаївна       | 03.11.2010            | середня спеціальна | член Політичної партії «Сильна Україна» | Синявська бібліотека, бібліотекар                                                                            |
| Самовисування                     |                                  |                       |                    |                                         | |
| 5                                 | Семко Василь Антонович           | 03.11.2010            | вища               | позапартійний                           | Синявська загальноосвітня школа I-III ст., вчитель                                                           |
| 11                                | Шаповал Світлана Петрівна        | 03.11.2010            | середня спеціальна | позапартійна                            | Управління праці та соціального захисту населення Менської РДА, соціальний працівник                         |
| 12                                | Орда Надія Михайлівна            | 03.11.2010            | середня спеціальна | позапартійна                            | приватний підприємець, продавець                                                                             |
| 13                                | Зінченко Оксана Олександрівна    | 03.11.2010            | середня спеціальна | позапартійна                            | тимчасово не працює                                                                                          |
| 14                                | Курлов Сергій Анатолійович       | 03.11.2010            | вища               | позапартійний                           | Синявська сільська амбулаторія, головний лікар                                                               |